# スタジアム (トゥールーズ)
スタジアム・ド・トゥールーズ（Stadium de Toulouse）は、フランス・オート＝ガロンヌ県トゥールーズにあるスタジアム。収容人数は33,150人。

## 概要
完成は1937年。リーグ・アンのトゥールーズFCの本拠地として、またTop14のスタッド・トゥールーザンも時折使用している。
1998 FIFAワールドカップでは6試合が開催された。
1992年9月16日、マイケル・ジャクソンがデンジャラス・ワールド・ツアーのトゥールーズ公演を行い、40,000人を動員した。

## 開催された主な大会

### サッカー
- 1998 FIFAワールドカップ

| 日付          | ホームチーム     | 結果 | アウェーチーム | ラウンド  |
| ------------- | ---------------- | ---- | -------------- | --------- |
| 1998年6月11日 | カメルーン       | 1-1  | オーストリア   | グループB |
| 1998年6月14日 | アルゼンチン     | 1-0  | 日本           | グループH |
| 1998年6月18日 | 南アフリカ共和国 | 1-1  | デンマーク     | グループC |
| 1998年6月22日 | ルーマニア       | 2-1  | イングランド   | グループG |
| 1998年6月23日 | ナイジェリア     | 1-3  | パラグアイ     | グループD |
| 1998年6月29日 | オランダ         | 2-1  | ユーゴスラビア | ベスト16  |

### ラグビー
- ラグビーワールドカップ2007
  - 9月12日：プールB - フィジー 35-31 日本
  - 9月16日：プールD - フランス 87-10 ナミビア
  - 9月25日：プールC - ルーマニア 14-10 ポルトガル
  - 9月29日：プールC - ニュージーランド 85-8 ルーマニア